# 林保童
林保童（14世紀—15世紀），字子成，號成齋，福建福州府福寧縣人，明朝政治人物。

## 生平
林保童是林祖泰的六世孫，個性聰穎，讀書一覽成誦，寫作文章嚴謹自然有矩度，為生員時得訓導林養之稱讚：「林生之作如一片錦繡，讀書至此，雖蔬食飲水何憾。」到洪武二十六年（1393年）中舉人，二十七年（1394年）聯捷進士，獲授綏寧知縣，按經術治理縣事，著有《成齋稿》但佚失，後來兒子林尹中永樂十五年舉人，官吏建立「橋梓聯輝」牌坊表彰二人。

## 引用
1. 1 2  乾隆《福寧府志·卷二十五·人物志》：林保童，字子成，洪武甲戌進士，博覽羣書，為文不煩繩削，自中矩度，尤長於詩，題詠甚多，知綏寧縣，著有《成齋稿》，子尹領鄉薦，亦有文名，著《雪齋稿》。
2. ↑  乾隆《福寧府志·卷十八·選舉志》：進士……明……洪武二十七年甲戌張信榜 林保童 字子成，有傳，寧德人……舉人……明……洪武二十六年癸酉科……林保童 見進士
3. ↑  乾隆《寧德縣志·卷七·人物志》：林保童，字子成，號成齋，祖泰六世孫，質穎敏，羣書一覽成誦，文不煩繩削，自中矩度，為諸生時訓導林養之嘗稱曰：「林生之作如一片錦繡，讀書至此，雖蔬食飲水何憾。」舉進士，知湖廣綏寧，縣政治悉本經術，著《成齋稿》行世 今無存 ，子尹領鄉薦亦有文名，著《雪齋稿》 今亦失 ，有司表其坊，曰「橋梓聯輝」 舊志。